# Hami 002
Hami 002 – meteoryt kamienny należący do chondrytów oliwinowo-hiperstenowych L 6, znaleziony w 2013 roku w regionie autonomicznym  Sinciang w Chinach. Meteoryt Hami 002 to pojedynczy okaz o masie 163 g i jest jednym z osiemdziesięciu czterech oficjalnie zatwierdzonych meteorytów w tym regionie. 